# حوزه انتخابیه هفتم ایلینوی
حوزه انتخابیه هفتم ایلی‌نوی یک حوزه انتخابیه مجلس نمایندگان آمریکا است که در ایالت ایلی‌نوی قرار دارد.